# 築地口駅
築地口駅（つきじぐちえき）は、愛知県名古屋市港区港楽3丁目にある、名古屋市営地下鉄名港線の駅である。駅番号はE06。アクセントカラーは、黄色。

## 歴史
- 1971年（昭和46年）3月29日：名古屋市営地下鉄2号線名城線の駅として開業する。なお、同年11月までは名古屋市電築港線・築地線が存在したため、市電と乗り換えが可能であった。
- 2004年（平成16年）10月6日：4号線の名古屋大学 - 新瑞橋間開業に伴う路線名の改称により、名港線の駅となる。
- 2020年（令和2年）6月1日：可動式ホーム柵使用開始[2]。
- 2022年（令和4年）6月22日：駅出入口付近で天井板が落下する事故が発生[3][4][5]。

## 駅構造
相対式2面2線のホームをもつ地下駅で可動式ホーム柵が設置されている。2011年（平成23年）3月27日より、駅業務は日本通運に委託されている。
当駅は、名城線南部駅務区金山管区駅が管轄している。

### のりば
| ホーム | 路線            | 行先                 |
| ------ | --------------- | -------------------- |
| 1      | 名港線          | 名古屋港方面         |
| 2      | 名港線・ 名城線 | 金山・栄・大曽根方面 |

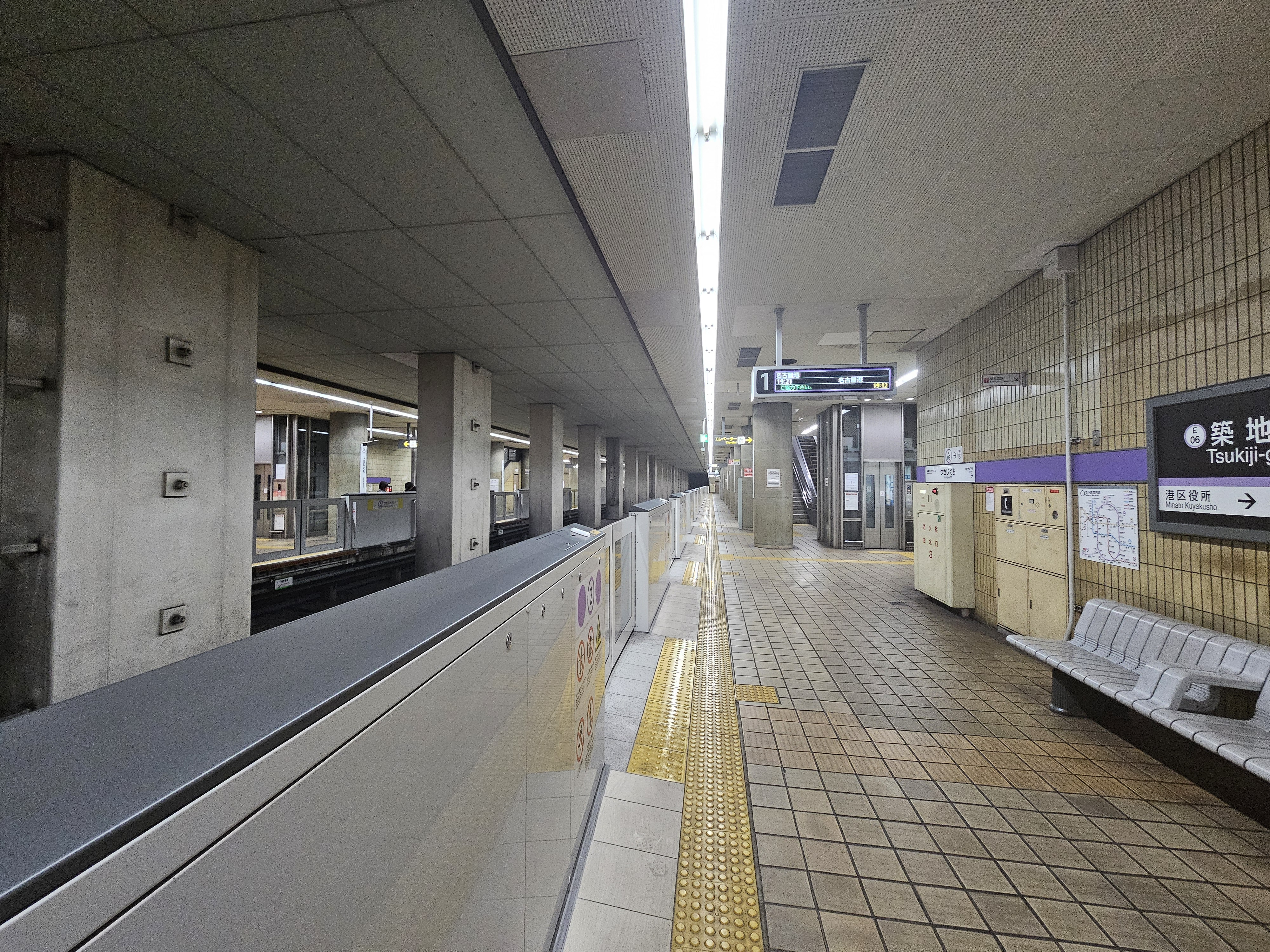
プラットホーム（2025年5月）
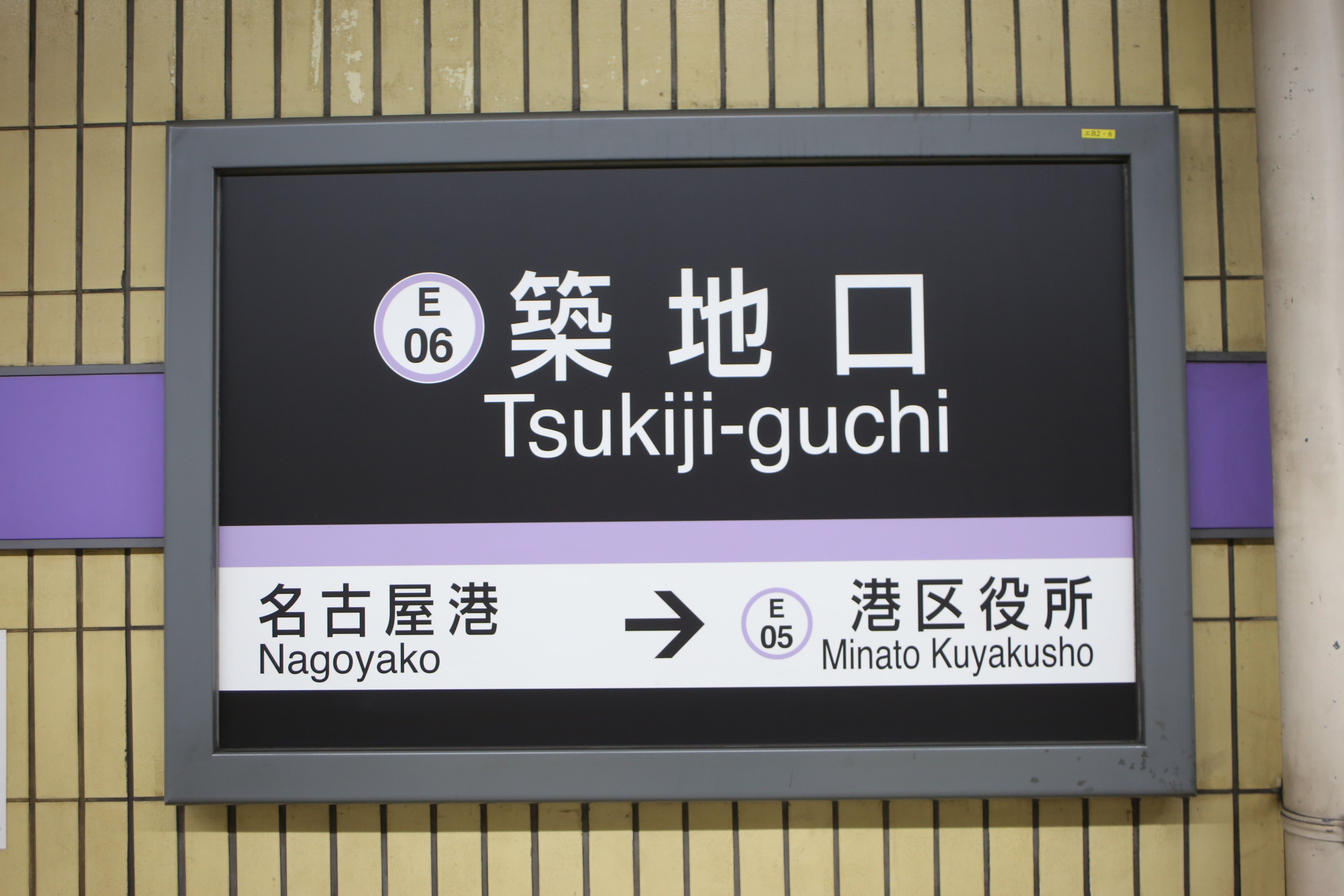
駅名標

## 利用状況
2019年（令和元年）度の1日の平均乗車人員は、4,676人だった。名港線の駅では最も少ない。終点駅である隣の名古屋港駅も近いため、当駅からの利用者は殆どが金山方面へ向かう。2006年（平成18年）のボートピア名古屋開業後は、従来より利用者が増えているが、2018年（平成30年）のららぽーと名古屋みなとアクルス開業後は港区役所駅の利用者が増加したため、同駅を再び下回った。

## 駅周辺
名古屋臨海高速鉄道あおなみ線の稲永駅は西へ徒歩で約30分。名古屋市営バス（市バス）で行き来が可能である。

### 周辺の施設
- ボートピア名古屋競艇場外発売場
- 築地神社
- 善光寺
- 名古屋南労働基準監督署
- 日本共産党 名古屋港・南・瑞穂地区委員会、港区委員会（愛知県第4区）
- 築地公設市場
- 築地口商店街
- 名港通商店街
- 三菱UFJ銀行 名古屋港支店
- 名古屋銀行 港支店
- あいち銀行 港支店・稲永支店[7]
- 名古屋市交通局名港工場
- 江川線（名古屋市道江川線）
- 金城ふ頭線（名古屋市道金城埠頭線）
- 名四国道（国道23号）
- 国道154号
- 名古屋市立西築地小学校

### バス路線

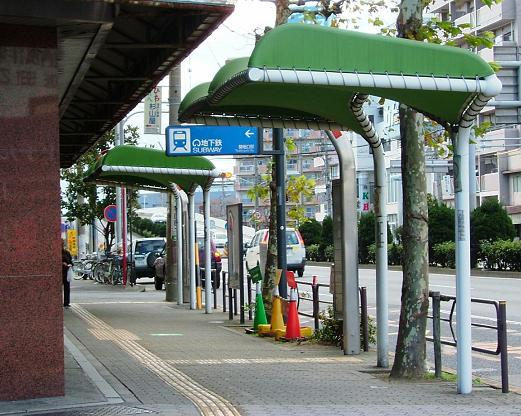
3番出入口前にあるバス乗り場

最寄りのバス停留所は「築地口」である。主に付近の港区役所または一駅隣の「名古屋港」をターミナルとする名古屋市営バス（市バス）と飛島公共交通バスの各線が乗り入れる。名古屋市営地下鉄に多くある名古屋市営バス・地下鉄結節点の一つであり、名古屋臨海高速鉄道あおなみ線開業までは金城ふ頭（ポートメッセなごや）行きも名古屋港起点で乗り入れていた。かつては路線バスの他、イオンモール名古屋みなとベイシティ無料シャトルバスも発着していた。通常築地口を起終点とする系統は存在しない。
そのため稲永駅開業までは飛島村方面からの利用客も多かった。
なお、名古屋みなと祭当日は、名古屋港行きのバスは築地口止まりとなる。ただし築地口に回転場はないため、付近の道路や名港車庫を回ってから折り返しとなる。
名古屋市営バス
- 幹築地1：名古屋港行、港区役所行、野跡駅行（稲永駅経由または稲永ふ頭経由）、フェリーふ頭行（一部稲永スポーツセンター経由）
- 金山25：金山行、野跡駅行、港区役所行
- 高畑13：港区役所行、八田駅行
- 名港13：港区役所行、多加良浦行（十一屋経由または西稲永経由）
- 名港11：名古屋港行、鳴尾車庫行
- 名港16：地下鉄鳴子北行、名古屋港行
- 港巡回：港区役所行、多加良浦行

飛島公共交通バス
- 飛島ふ頭方面行

## 隣の駅
名古屋市営地下鉄
 名港線
港区役所駅 (E05) - 築地口駅 (E06) - 名古屋港駅 (E07)